# Bernardia hassleriana
Bernardia hassleriana là một loài thực vật có hoa trong họ Đại kích. Loài này được Chodat mô tả khoa học đầu tiên năm 1901.